# Crimen de los marqueses de Urquijo
El crimen de los marqueses de Urquijo se refiere al sonado caso del asesinato de María Lourdes de Urquijo y Morenés, marquesa de Urquijo, y su marido Manuel de la Sierra y Torres, el 1 de agosto de  1980.

## Sucesos
En la noche del 1 de agosto de 1980, los marqueses de Urquijo fueron asesinados a tiros cuando dormían en su domicilio del Camino Viejo de Húmera, 27 de Somosaguas. El lugar exacto del crimen está en las coordenadas 40°25′47.97″N 3°48′10.58″O / 40.4299917, -3.8029389. El principal sospechoso y único condenado por el crimen fue Rafael Escobedo Alday (1955-1988), quien había contraído matrimonio con Miriam de la Sierra y Urquijo, hija de los marqueses, el 21 de junio de 1978. La unión se fue deteriorando y en 1979 Miriam inició una relación sentimental con Richard Dennís Rew, conocido como Dick, el Americano.
En la actualidad los cuerpos de los marqueses descansan en el Cementerio de San Isidro.

## Proceso judicial
El 8 de abril de 1981, Rafael Escobedo era detenido tras encontrarse en una propiedad de su padre unos casquillos de pistola que parecían coincidir con los que acabaron con la vida de los marqueses. Al día siguiente de su detención, tanto Javier Anastasio de Espona, amigo de Escobedo y que, supuestamente, lo acompañó a la casa la noche del crimen, como Diego Martínez Herrera, el administrador de los Urquijo, realizaron sendos viajes relámpago a Londres, donde además se encontraba Juan, el hijo pequeño de los marqueses.
La desaparición de los casquillos complicó el desarrollo del juicio. La pistola, oficialmente, no fue encontrada, aunque se cree que fuera una Star, calibre .22 Long Rifle. El arma es toda una reliquia para los coleccionistas, ya que sólo se hicieron unos pocos ejemplares en la empresa ubicada en Éibar; de hecho, se estima que solo fueron una veintena.
La condena a Rafael Escobedo a 53 años de prisión, en julio de 1983 fue confirmada por el Tribunal Supremo en 1985. Escobedo mantuvo siempre su inocencia, llegando a acusar del crimen a Javier Anastasio,[cita requerida] hasta que se quitó la vida en el penal de El Dueso el 27 de julio de 1988. Solo dos semanas antes, Jesús Quintero le había realizado en televisión una entrevista para su programa El perro verde de Televisión Española. La tramitación de este suceso correspondió al entonces juez de Santoña José Antonio Alonso Suárez, que posteriormente sería ministro del Interior y de Defensa. En la autopsia se detectó la presencia de cianuro puro en los pulmones, por lo que se llegó a pensar que fue envenenado antes de ser colgado con las sábanas a los barrotes de la ventana.
Javier Anastasio de Espona fue detenido en octubre de 1983 y la celebración del juicio como coautor estaba prevista para el 21 de enero de 1988. Sin embargo, un mes antes escapó de la justicia y, durante más de 30 años, se mantuvo en paradero desconocido. En ese tiempo solo se lo vio en dos ocasiones; la primera fue en 1990, siete años después de ser detenido, cuando fue entrevistado para televisión por Jesús Quintero desde Brasil. En mayo de 2010 se dictó la retirada de cargos y archivo de las actuaciones por prescripción del delito, al haber transcurrido 30 años. Ese año, la revista Vanity Fair entrevista a Anastasio, que vuelve a negar ser el autor del crimen. Y la segunda vez que se le vio fue en septiembre de 2017, siete años después de prescrito el delito, cuando tuvo un encuentro con los periodistas Melchor Miralles y Javier Menéndez Flores, que habían publicado la novela El hombre que no fui, basada en el crimen.
En febrero de 1990 también se condenó a Mauricio López-Roberts y Melgar, marqués de Torrehermosa y amigo de Rafael Escobedo, a diez años de prisión por encubrimiento, al confesar haber prestado dinero a Anastasio para que pudiera huir, cosa que finalmente hizo.

## Repercusiones
El asesinato ha sido uno de los hechos delictivos con mayor seguimiento mediático en la historia de España. Además de los cientos de páginas de prensa escrita en los meses posteriores al asesinato, durante el desarrollo del juicio y tras el suicidio del condenado, se han escrito varios libros sobre el caso, entre ellos Con un crimen al hombro. Yo maté a los marqueses de Urquijo (1994), de Matías Antolín y El hombre que no fui (2017), de Melchor Miralles y Javier Menéndez Flores. También se ha escrito una novela llamada El crimen de los Urquijo (1986), de Francisco Pérez Abellán.
Además, se rodaron las siguientes películas o series:
- Película Solo o en compañía de otros (1991), con Juan Ribó y Ana Álvarez.[14]
- Telefilme El crimen de los marqueses de Urquijo (2009), para la serie televisiva La huella del crimen, de Televisión Española, con Félix Gómez y Juanjo Puigcorbé.[15]